# Ctenyura
Ctenyura is een geslacht van zakpijpen (Ascidiacea) uit de familie van de Pyuridae en de orde Stolidobranchia.

## Soorten
- Ctenyura comma (Hartmeyer, 1906)
- Ctenyura intermedia Van Name, 1918
- Ctenyura tetraplexa Kott, 1985
- Ctenyura tortuosa Kott, 1985